# トランスフォーマー マシンウォーズ
『トランスフォーマー マシンウォーズ』とは、1997年、アメリカの玩具専門店ケイ・ビーショップ限定販売で展開したトランスフォーマーの玩具シリーズ。

## 概要
ストーリーなどは一切ないが、旧作人気キャラクターの名を持つ戦士たちが存在し、テックスペックの内容からG-2の後の時代である事が断片的に窺える。ヨーロッパ展開の商品、およびG-2期に開発されたが未発売に終わった商品で展開された。ビーストウォーズの人気が確定的となった1997年に、ビークル型トランスフォーマーの再導入を検討する試験販売的な意味合いが強く、12種類の商品だけが発売されたが、人気は振わず後続の企画は現れなかった。パッケージのイラストは過去の別シリーズのものを修正して使用されているものがあり、一部、玩具とは全く異なる姿になっている。また、当時のアメリカの安全基準の関係からかミサイル発射装置などが削除されるなど仕様変更されているものもある。
後にフリップチェンジャーが「ビーストウォーズセカンド」、「カーロボット」などで仕様替再発された。

## キャラクター

### サイバトロン／Autobots
総司令官 コンボイ / Optimus Prime
1992年のヨーロッパ主力商品、サンダークラッシュの仕様変更。
大型トレーラーのキャブがロボットに後部がタワー型バトルステーションに変形。サンダークラッシュにあった、タワーからのミサイル連射機能は単独のミサイル発射機能に改修された。当初はロディマスコンボイとして発売される予定だった。
砂漠偵察員サンドストーム / Sandstorm
1992年のヨーロッパ製品のローターストームの仕様変更。
デザート迷彩の戦闘ヘリに変形する。ローターストームにあったミサイル発射ギミックは削除されている。

#### フリップチェンジャー／Flipchangers
バネ仕掛けの一発変形が売り物。G2の1996年向け商品として企画されていたが、ビーストウォーズの企画が採用されキャンセルされたものが復活。後述のデストロン側と合わせて、新規の4タイプのモールドがあり、それぞれ2色ずつの計8商品が発売された。いわゆるベーシックサイズ相当の大きさ。
諜報員リジェ / Mirage
警備員プロール / Prowl
同型F-1カーの色替二体。リジェは緑、プロールは白。
モールドは、明らかにG1リジェをリメイクしたもので、変形モチーフや頭部形状等オリジナルのイメージを忠実に受け継いでいる。後の2004年には日本のロボットマスターズで、G1カラーを忠実に再現した商品が登場している。
補修員ホイスト / Hoist
損害管理員ハブキャップ / Hubcap
同型レッカー車の色替2体。ホイストは黒、ハブキャップは黄色。

### デストロン／Decepticon
追跡捕獲兵 スタースクリーム/Starscream
1992年のヨーロッパ製品、スカイクェイクの仕様変更。
黒一色の大型爆撃機に変形。スカイクェイクに付属していたミサイル発射装置は削除されているが、パッケージの写真には掲載されている。
通信参謀サウンドウェーブ/Soundwave
1992年のヨーロッパ製品ストーカーの仕様変更。
銀色のミサイルタンクに変形する。これもミサイル発射装置は削除されている。

#### フリップチェンジャー／Flipchangers
破壊大帝メガトロン / Megatron
クローン兵士メガプレックス / Megaplex
F-22風同型戦闘機の色替2体。メガトロンが水色、メガプレックスが銀色。
モールドは頭部の形状が明らかにメガトロンとして造型されている。メガトロンのテックスペックには「再び飛行モードを獲得した」という内容の記述があり、これはメガトロンが過去に一度だけ飛行ビークルモードを得たG2の未発売商品「メガトロンATB」（G2ドレッドウイングの色替え）を前提としたものと思われる。
メガプレックスはメガトロンと同型である点を、「メガトロンの影武者」という設定でフォローした。
これらは後の『ビーストウォーズセカンド』でスラストとして流用された。
航空兵スカイワープ / Skywarp
反乱兵サンダークラッカー / Thundercracker
ラファール風同型戦闘機の色替2体。スカイワープが白、サンダークラッカーがグリーンの迷彩。
これらは後の『ビーストウォーズセカンド』でダージとして流用された。